# Miguel Bucino
Miguel Bucino o Miguel Buccino (Barrio de San Cristóbal, Buenos Aires, Argentina; 14 de agosto de 1905 - 15 de diciembre de 1973) fue un bailarín, compositor, músico y bandoneonista argentino.

## Carrera
Miguel Bucino fue un bandoneonista autodidacta que, siendo menos de 18 años, ingresó en 1923, a la orquesta de Francisco Canaro quien, después de cuatro o cinco actuaciones lo despidió aduciendo que tenía más vocación para la danza, ya que bailaba un tango sencillo, elegante y atrapante.
Debutó como profesional en 1925 en el Teatro Maipo y luego de bailar en numerosos lugares va con Julio De Caro al Brasil en 1927. Fue el primero que bailó el tango en el Teatro Colón durante los espectáculos de la actriz criolla Orfilia Rico en 1929 y en 1931 fue a Europa con la compañía revisteril de Luis Bayón Herrera y Manuel Romero, actuando en Madrid y París. A su regreso intervino en casi todas las temporadas que hicieron Francisco Canaro e Ivo Pelay con sus comedias musicales. En teatro compartió escena con figuras como Sofía Bozán, Lolita Torres (De quien fue amigo y secretario en el Teatro Cómico), y Gloria Guzmán, y bailó en distintos espectáculos con dos figuras de gran relevancia tanguera como Beba Bidart y María Esther Gamas.
En sus veinte años de bailarín profesional enseñó a bailar nuestro tango a personalidades como los príncipes Humberto de Saboya y Eduardo de Windsor, y artistas de la talla de Ramón Novarro, José Mojica, Jorge Negrete y Ann Sheridan. Se retiró de los tablados en 1942, luego de actuar también en Puerto Rico, México, etc.
También puso su música en el tango Anillo de oro, interpretada por Libertad Lamarque y escrita por Luis César Amadori.
Como compositor registró entre sesenta a setenta obras, en cuya mayoría se cuentan los tangos: 
- Pa' que bronquen, (1926)
- Bailarín compadrito (1929)
- Mina bacana
- Ya va pa' un mes
- No va más
- Una carta
- ¡Que me quiten lo bailao! (1942)
- El corazón me engañó
- Decile que vuelva
- Sentimiento de calavera
- Amarroto
- Lo pasao pasó
- Y siempre la misma historia
- Café de barrio
- Guitarra
- Pelirroja
- Vine a verte
- Música de mi Argentina (1943)
- Tedio (1945)
- Dos minutos (1945), con Evaristo Fratantoni.
- Olvidame
- Cuatro palabras, vals
- Mucho... mucho
- Milonga del corazón
- La mañana
- Amarroto (1951), con música de Juan Cao.
- El viento me cuenta cosas
- Para que lo oigan
- Fenómeno
- Ponchito Bordao
- Desilusión
- Contraseña (1954), junto con Francisco Gorrindo.
- El corazón me engaño
- Un año antes (1970), junto con Armando Pontier.

## Filmografía
- 1935: Noches de Buenos Aires con Fernando Ochoa y Tita Merello.
- 1941: La canción de los barrios, estelarizado por Hugo del Carril.[5]

## Teatro
- Su Majestad El Tango (1928), cuyas principales cabezas eran Pedro Maffia, Libertad Lamarque y Juan Sarcione.
- La Patria del Tango (1936), con Paquita Garzón, María Esther Gamas, Margarita Padín, Severo Fernández, Agustín Irusta, Roberto Fugazot, Oscar Villa y Roberto Maida.[6][6]
- El muchacho de la orquesta (1939), en compañía de Pepita Muñoz, Élida Lacroix, León Zárate, Carlos Enríquez, Oscar Villa y Cayetano Biondo.
- Que me quiten lo bailao (1942), cuya compañera de baile era la actriz y vedette Beba Bidart. Fue estrenada en el Teatro National.[7]
- Sentimiento gaucho (1942), con Delfina Jaufret (actriz española), Susy Del Carril, Sara Ruassen, Tino Tori, Oscar Villa, Lalo Malcolm, Beba Bidart, los cantores Carlos Roldán y Eduardo Adrián y el bailarín Santiago Ayala.